# Toni Junyent Rosa
Toni Junyent Rosa   (Igualada, 1983) és un crític de cinema, guionista, escriptor i actor català.

## Biografia
Llicenciat en Periodisme per la Universitat Autònoma de Barcelona, ha escrit articles per a mitjans com l'Ara, La paz mundial, Contrapicado, Miradas de Cine, Transit, H Magazine, Vice, SO Film i el periòdic del Festival Internacional de Cinema Fantàstic de Catalunya.
Va ser membre del jurat del Premi de la Crítica del D'A Film Festival 2014 i del jurat de la FIPRESCI de la 45a edició del Festival Internacional de Cinema de Rotterdam.
El 2012, va escriure i va dirigir el seu primer curtmetratge, Experiencias sexuales divertidas, interpretat pels dibuixants Alexis Nolla i Marc Torices, i inclòs en el llargmetratge col·lectiu Barcelonorra.
Ha estat coguionista de la pel·lícula de 2015 Amor tóxico, dirigida per Norberto Ramos del Val. El 2016 va publicar el fanzín Aventurarse amb il·lustracions d'Alexis Nolla, Conxita Herrrero, Néstor F. i Marc Torices. Entre 2015 i 2016 protagonitzà El Hijo del hombre perseguido por un O.V.N.I., seqüela de la pel·lícula de 1976 dirigida per Juan Carlos Olaria. El 2018 va publicar Caracoles de escalera, fanzín autobiogràfic a partir de la pel·lícula Céline et Julie vont en bateau de Jacques Rivette.

## Filmografia

### Guionista
- Un chico raro (2009) de Javi Camino
- Experiencias sexuales divertidas (2012)
- Amor tóxico (2015) de Norberto Ramos del Val

### Director
- Experiencias sexuales divertidas (2012)

### Actor
- Naturaleza muerta (2005) de Rob García
- Maternofobia (2005) de Rob García
- ¡Maldito bastardo! (2008) de Javi Camino
- Un chico raro (2009) de Javi Camino
- Experiencias sexuales divertidas (2012) de Toni Junyent
- La memoria histórica (2012) d'Hernán Migoya
- Desierto en tu mente (2017) de Marta Grimalt
- El hijo del hombre perseguido por un O.V.N.I. (2021) de Juan Carlos Olaria
- Volpina (2021) de Pere Koniec